# Orobó
Orobó es un municipio brasileño del estado de Pernambuco. Tiene una población estimada al 2020 de 23.935 habitantes.

## Historia
Los primeros asentamientos en Orobó se dieron por los pobladores venidos de Paudalho. Se destaca Manoel José de Aguiar, que se instaló cerca de una fuente de agua, entonces llamada de Olho d´Água das Bestas, pues era costumbre la utilización de la fuente por los animales. Este vendría a ser el primer nombre del municipio.
Para desarrollar la agricultura, especialmente la caña de azúcar, se procedieron las quemadas. La región pasó a ser conocida como Queimadas. La población comenzó a surgir en la parte alta, bajo jurisdicción de Bom Jardim.
La Ley Municipal n.º 21 del 7 de septiembre de 1914 creó el Distrito de das Queimadas, que pasó a la condición de Villa por la Ley de n.º 47 del 16 de septiembre de 1925.
Por la Ley Provincial n.º 1.931 del 11 de septiembre de 1928 firmada por el Gobernador Estácio de Albuquerque Coimbra, la villa de las Queimadas fue elevada a la categoría de Municipio y la sede, a la de ciudad.
Por el Decreto-Ley 311 del 2 de marzo de 1938, fue efectuado un repaso de la toponimia de los municipios brasileños, por el Instituto Brasileño de Geografía y Estadística (IBGE). El Municipio pasó a denominarse “Orobó”, debido a la existencia de otro municipio en Bahía con el nombre de Queimadas. Orobó es el nombre de un riachuelo, afluente del Río Tracunhaém, que corta el municipio en sentido oeste-este.